# Hydroptila cottaquilla
Hydroptila cottaquilla är en nattsländeart som beskrevs av Harris 1994. Hydroptila cottaquilla ingår i släktet Hydroptila och familjen smånattsländor. Inga underarter finns listade i Catalogue of Life.